# James Burrow
Sir James Burrow, angleški akademik, * 28. november 1701, † 5. november 1782.
Burrow je bil sprva podpredsednik, nato pa predsednik Kraljeve družbe (prvi mandat: oktober - november 1768; drugi mandat: julij - november 1772).